# RFB Fantrainer
RFB Fantrainer je dvosedežno šolsko letalo, ki so ga razvili pri nemškem Rhein-Flugzeugbau v 1970ih. Posebnost letala je, da uporablja za pogon ventilator z okvirjem (ducted fan). Moč zagotavlja 650 konjski turgogredni motor Allison 250 C30.

## Specifikacije(Fantrainer 600)
Podatki iz Jane's All The World's Aircraft 1988–89;Taylor 1988, pp. 95–96.
Splošne značilnosti
- Posadka: 2
- Dolžina: 9,20 m (30 ft 2 in)
- Razpon kril: 9,74 m (31 ft 11 in)
- Višina: 3,16 m (10 ft 4 in)
- Površina kril: 14,00 m2 (150,7 sq ft)
- Vitkost: 6,8:1
- Aeroprofil: Eppler 502
- Teža praznega letala: 1.160 kg (2.557 lb)
- Maks. vzletna teža: 2.300 kg (5.071 lb)
- Pogon letala: 1 × Allison 250 C30 turbogredni moor, 480 kW (650 shp)
- Propelerji: št. lopatic: 5 constant-speed ducted fan, 1,2 m (3 ft 11 in) premer

Zmogljivost
- Maks. hitrost: 417 km/h (259 mph; 225 kn) at 5.490 m (18.010 ft)
- Potovalna hitrost: 230 km/h (143 mph; 124 kn) at 3.050 m (10.010 ft)
- Neprekoračljiva hitrost: 555 km/h (345 mph; 300 kn)
- Doseg: 1.037 km (644 mi; 560 nmi)
- Trajanje leta: 4 ure 6 min
- Višina leta: 7.620 m (25.000 ft)
- g-omejitev: +6/-3 G
- Hitrost vzpenjanja: 15 m/s (3.000 ft/min)

## SGlej tudi
- Rockwell Ranger 2000
- EMB-312 Tucano
- Fouga Magister
- Pilatus PC-7
- Grob G 120TP
- SIAI-Marchetti SF.260